# Carlos Dávila
Carlos Gregorio Dávila Espinoza (Los Ángeles, 15 de septiembre de 1887-Washington D. C., 19 de octubre de 1955) fue un abogado, político  chileno. fue miembro de la junta que gobernó la República Socialista de Chile.

## Biografía
Entró a estudiar en la Facultad de Derecho de la Universidad de Chile en 1911, no concluyendo sus estudios de Derecho. En su juventud se afilió al Partido Radical, trabajando como periodista en los periódicos santiaguinos El Mercurio y La Nación, desempeñándose en este último como secretario de redacción.
Desligado posiblemente del radicalismo, fue uno de los mayores exponentes del ibañismo, ya que en 1927, al subir Carlos Ibáñez del Campo al poder, fue designado embajador en los Estados Unidos, iniciando una brillante carrera diplomática. En esta condición se casó en 1929 con la escultora Herminia Arrate.
El 26 de julio de 1931, encontrándose el gobierno de Ibáñez en un estado crítico, Dávila es despedido de su cargo. Subsecuentemente, fue uno de los más férreos opositores al gobierno sucesor, el de Juan Esteban Montero, y fundó la Hoy en 1932, desde donde se opuso al gobierno de Alessandri.

## Gobierno
El 4 de junio de 1932, junto a Marmaduke Grove, Arturo Puga y Eugenio Matte derriban por medio de un golpe de Estado al gobierno de Juan Esteban Montero, y formándose una junta de gobierno y declarándose una "república socialista".
Tras el golpe de Estado y siendo Dávila miembro de la junta, ocurrieron serios incidentes en Santiago de Chile. En  las provincias no hubo pleno conocimiento de la caída del presidente hasta días después del hecho. La junta, que se inició con medidas populistas, empezó a perder rápidamente popularidad y tras graves desacuerdos, Dávila dimite de ella.
El 16 de junio de 1932 Dávila retorna al Palacio de la Moneda, apresa a Matte y a Grove y los envía exiliados a la Isla de Pascua, haciéndose totalmente del poder.
El gobierno de Dávila fue muy corto e impopular; las medidas de gobierno fueron extremadamente dictatoriales: se cerró el congreso, se declaró Ley marcial y se desmembraron varios ministerios, como el recién creado Ministerio de Defensa de Chile y el de Bienestar Social, creándose el Ministerio del Trabajo.
Este ministerio no funcionó con el gobierno ya que los comunistas reorganizaron sus sindicatos y Dávila urgido por una posible revuelta intentó censurarlos y anularlos, pero debido a la impopularidad del gobierno y a pesar de que no había congreso ni poder judicial no se pudo ilegalizar el comunismo que se volvió férreo.

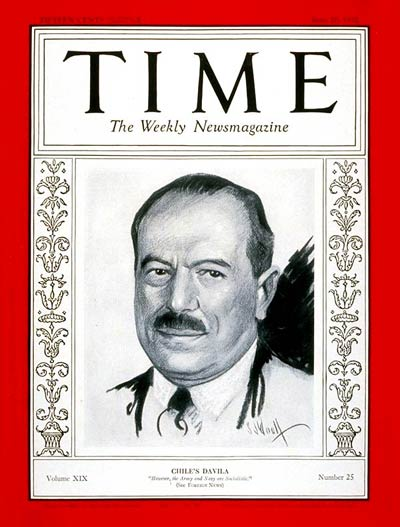
Dávila en la portada de la revista Time (1932).

Los medios de prensa, la mayoría en manos de derechistas, por lo tanto seguidores del expresidente Montero, iniciaron una ácida crítica al gobierno el que sólo contaba con los diarios La Nación y la revista Hoy. El extremo autoritarismo hizo más compleja la ya grave situación y obligó a Dávila a cambiar varias veces de gabinete en sólo cien días, su mayor arma en el gobierno, el autoritario ministro del interior, Juan Antonio Ríos, dejó el cargo y se inició una grave etapa de declive.
Bajo el gobierno de Dávila empeoró aún más la situación económica, la gente empezó a organizar cada vez más ollas comunes y por esos días Arturo Merino Benítez organizó una sublevación en la ciudad de Ovalle que propició la salida de los militares del gobierno, la única fuerza de apoyo que este tenía.
Dávila intentó retornar a Ibáñez pero la población desaprobó altamente la medida y empezó a fraguar todo intento de Dávila para acrecentar su poder, los ministros empezaron a dimitir y el gobierno quedó sin Ministerio de Justicia, además hubo una crisis en el gabinete por la creación de la Comisaría General de Precios, acumulando Dávila el poder de casi todas las materias nacionales.
Además se empezaron a dar graves situaciones como la desaparición de homosexuales y el posterior hundimiento de un barco, el gobierno empieza a tambalear y Dávila se torna totalmente inoperante. Por este motivo se realizó una sublevación de regimientos con vasto apoyo popular y un contragolpe de estado liderado por El General Bartolomé Blanche, quien asume el Ministerio del Interior y el Poder Como Presidente Interino partiendo Dávila al exilio en Estados Unidos el 13 de septiembre de 1932.
Tras el fracaso del programa económico socialista Blanche se tornó inoperante igualmente y empezaron a gobernar en cada zona los regimientos provocándose una sublevación en Antofagasta y Concepción exigiendo el retorno constitucional, finalizando así el periodo de anarquía el 2 de octubre de 1932 Cuando Asumió el presidente De la Corte Suprema Don Abraham Oyanedel tras la Renuncia del General Blanche, Como Vicepresidente de la República de Chile Hasta Entregar el Mando Al Presidente Don Arturo Allesandri, que Asumia Por Tercera vez la Presidencia de la República de Chile por el Período 1932-1938.

## Nueva carrera diplomática
En el exilio fue condecorado varias veces y fue consejero de la UNRRA, además de participar en la formación de diversas entidades internacionales, en 1940 entra a trabajar en el Comité Asesor Interamericano de Finanzas y Economía, antecesor de la Comisión Interamericana de Desarrollo. Al asumir Ibáñez su segunda presidencia es designado como director del periódico La Nación, cargo que ejerce hasta su elección en 1954 como secretario general de la Organización de los Estados Americanos. Su breve secretariado se destaca por la mediación en el conflicto entre Nicaragua y Costa Rica en enero de 1955.
Muere el 19 de octubre de 1955 en Washington D. C., Estados Unidos, durante el ejercicio de su cargo, siendo sucedido por José Antonio Mora.